# 荒井つかさ
荒井 つかさ（あらい つかさ、1994年〈平成6年〉11月29日 -）は、日本のタレント、レースクイーン。
群馬県館林市出身。株式会社キャンプロモーション所属（K-pointと業務提携）。愛称は「つっつ」。テレビ番組やグラビア、雑誌モデルとしても活躍中。

## 来歴
2012年2月にキャンプロモーション入所。同年4月、フォーミュラ・ニッポン「PETRONAS TEAM TOM'S SYNTIUM LADY」としてレースクイーンデビューを果たす。
2013年、鴻上聖奈、石黒エレナと共にSUPER GT GT300クラス・GSR & Studie with TeamUKYO「レーシングミク☆サポーターズ」を務める。以後2025年に至るまで歴代最長の13年連続でレーシングミク☆サポーターズの一員として活動する。また2016年から2019年までは「GOODYEARエンジェル」としてD1 GRAND PRIXのレースクイーンを務め、そのうち2016年と2017年は同じ事務所だった大津リサとも共演している。
2013年、初のグラビア活動となる双葉社漫画アクション主催「ミスアクション2013」でグランプリを受賞。
2014年1月、「2013日本レースクイーン大賞」新人グランプリを受賞するも、最優秀新人賞は獲得できなかった。しかし、2016年1月15日に「2015日本レースクイーン大賞」で平成生まれとしては初となるグランプリを獲得し雪辱を果たす。当時21歳でのグランプリ受賞は歴代最年少記録である（2025年1月現在）。
2014年4月、西口プロレスのリングガール『西口向上委員会』のメンバーとなる。2024年度現在、担当年数、連続担当年数共に歴代最多（11年）を誇る。
2015年からは雑誌「GOLF TODAY」のイメージガールユニットに当たる『GTバーディーズ』に参加。2016年6月、レッドブル・エアレース・ワールドシリーズの2016年千葉大会にてレースクイーンのイメージガールを務める。また同年7月11日には、地元である群馬県館林市の一日警察所長を務め、9月の東京ゲームショウでは、Xperiaブースで初音ミクのコスプレを披露した。
2016年10月2日、東京オートサロンのイメージガール「A-class」の2017年度メンバーに選出。同年の沖縄カスタムカーショーやバンコク・インターナショナル・オートサロンにも出演した。群馬県出身者としては2003年の米山理恵子以来14年ぶりだったが、この年をもってエイベックスが協賛から撤退したため、平成時代に開催されたオートサロンとしては最後のイメージガールのうちの一人となっている。
2020年12月31日と2021年1月3日のブログで、新型コロナウイルス感染症で療養していたことを明かした。また年末年始の西口プロレス大会や1月の東京オートサロン、2月のワンダーフェスティバルといった出演予定イベントの中止も相次いだ他、ミクサポに関しては2021年度も同一メンバー（荒井・宮越愛恵、月愛きらら、青山明日香）で継続する事態となった。その後2022年度体制で荒井以外のミクサポメンバーが入れ替わり、2023年度も同一メンバーで継続していた。
2021年6月1日、お笑いタレントのちゃーはん天野と共演するYouTubeチャンネル『29TV』を開設。同年には、ミクサポで5年間共働した宮越愛恵らと共に『RIZINガール』のメンバーに抜擢された。翌2022年度も引き続きRIZINガールを務めている。
2024年12月7日 - 8日に鈴鹿サーキットで行われた2024 SUPER GT最終戦において、ミクサポメンバーとしての参加レースが通算100戦目に達し、「グレイテッドレースアンバサダー誕生」と称えられた。そして2025年2月9日に幕張メッセで行われた『ワンダーフェスティバル2025［冬］』において、2025年度限りでのレーシングミクサポーターズ卒業を発表。また2025年のスーパーフォーミュラでは、トヨタS&D西東京のアンバサダーに当たる『トヨタS&Dミレル』としても活動する。

## 人物
- 三姉妹の次女で[34]、姉は日テレジェニック2012の候補生だったタレントの荒井志依奈[35]。妹は荒井もえか。
- 中学時代はバレーボール部に入っていた[36]。
- 憧れのタレントは小倉優子である[36]。
- かわいい絵文字が好きで、ブログでも「　(*бωб*)」「　( •̤ᴗ•̤ )」「　⸜( •⌄• )⸝」を多用している。
- ミスFLASH2015の星乃まおりは高校時代の同級生[37]。またミスFLASH2019グランプリの沙倉しずかとは「GOODYEARエンジェル」で共演していた[12]。

## 受賞歴
| 年月      | 賞                         | 結果                     | 出典   |
| --------- | -------------------------- | ------------------------ | ------ |
| 2013年    | ミスアクション2013         | グランプリ               | [ 13 ] |
| 2013年    | 日本レースクイーン大賞2013 | 準グランプリ             | [ 14 ] |
| 2015年1月 | 日本レースクイーン大賞2014 | 福岡アジアコレクション賞 | [ 38 ] |
| 2016年1月 | 日本レースクイーン大賞2015 | グランプリ               | [ 15 ] |
| 2016年8月 | ミスいちご2017             | 準グランプリ             | [ 39 ] |

## 作品

### 写真集
- とぅいん とぅいんくる（2020年1月18日、日労研、撮影：久住文高、編集：丸山優美、企画：クイーンズメモリアル製作委員会）ISBN 978-4931562493[動画 5]

### DVD
- ミスアクション2013 荒井つかさ（2013年6月28日、シャイニングスター）
- Pure smile（2013年11月22日、竹書房）
- つっつのなりきりコスプレ大変身（2015年7月23日、MASTER）

## 出演

### テレビ番組
- 日本テレビ『ゲーマーズTV夜遊び三姉妹』ふるぼっこ堂 （2013年3月15日）
- CS   Ch.663『ピグ☆1〜負けたら水着☆ベースボールじゃんけん拳王国〜』レギュラーMC（2014年1月〜）

### 舞台
- エアースタジオ『GO,JET!GO!GO!Vol.4〜Last Dance For Me Me Meee!〜』（2013年6月）
- プリズム・ミュージック 「幸せのスケジュール」（2018年8月）
- 平熱43度 -Relation- vol.1「ネムリメグル」(2019年4月)
- 魔界Neo文庫シリーズ第2弾「Bloods」（2020年8月30日）[40]
- MAKAI presents GENESIS～ReBOOT（2022年2月4日）[41]

### 雑誌
- 双葉社「漫画アクション」（隔週火曜日発売）
- KKベストセラーズ「Used Mix」（毎月7日発売）
- 三栄「GOLF TODAY」GTバーディーズ（毎月5日発売、2015年5月〜[17][動画 6]）

### ミュージックビデオ
- THE激珍ららズ「黄昏センチメンタル」（アルバム『ラブパンクたりてる?』所収、2014年）[動画 7]

### イベント
- 東京ゲームショウ
  - 「Xperiaブースモデル」（2016年9月[19]、2017年9月[注 7]、2018年9月[注 8]、2019年9月[注 9]）
- ワンデイスマイル・第20回袖森フェスティバル（2016年4月29日、袖ヶ浦フォレストレースウェイ） - 大津リサと共演[42]
- 沖縄カスタムカーショー（2017年1月28日 - 29日、美らSUNビーチとよさき） - A-classとして[21]
- バンコク・インターナショナル・オートサロン（2017年7月5日 - 9日、インパクト・ムアントーンターニー） - 早瀬あやと共にA-classとして出演[22]。

#### 東京オートサロン出演歴
| 年            | 出演ブース                | 他メンバー                                                                             | 備考                                                 | 出典              |
| ------------- | ------------------------- | -------------------------------------------------------------------------------------- | ---------------------------------------------------- | ----------------- |
| 2013年 2014年 | GOODYEAR                  |                                                                                        |                                                      |                   |
| 2015年        | コクピット館林            |                                                                                        |                                                      | [ 43 ]            |
| 2016年        | avexキャンペーンガール    | 早瀬あや、清瀬まち、太田麻美                                                           |                                                      |                   |
| 2017年        | イメージガール「A-class」 | 早瀬あや、日野礼香、清瀬まち                                                           | 日野と清瀬はavexキャンペーンガールとして出演         | [ 20 ]            |
| 2018年        | GOODYEAR                  | 大津リサ、沙倉しずか、あびるなつみ あやきいく、安藤まい、一之瀬雪乃 香月わかな、成海梓 |                                                      |                   |
| 2019年        | GOODYEAR                  | 安倍有里子、吉川ゆの、生田ちむ 桐谷流華、浅香えり花                                    |                                                      | [ 雑誌 1 ] [ 44 ] |
| 2020年        | GOODYEAR                  | 宮崎あみ、中臺美由紀 麻生ゆうき、瀬口えりな、谷美奈                                    |                                                      | [ 雑誌 2 ]        |
| 2022年        | 埼玉自動車大学校          | 宮越愛恵、美桜、相沢菜月                                                               | レーシングミクサポーターズとして参加                 | [ 45 ]            |
| 2023年        | 埼玉自動車大学校          | 美桜、相沢菜月、涼雅                                                                   | レーシングミクサポーターズとして参加                 | [ 46 ]            |
| 2024年        | 埼玉自動車大学校          | 美桜、相沢菜月、涼雅                                                                   | 荒井のブース参加は1月14日のみ。                      | [ 47 ]            |
| 2025年        | 埼玉自動車大学校          | 美桜、相沢菜月、朝野姫羅                                                               | 荒井はレースアンバサダーアワード2024授賞式にも登壇。 | [ 48 ]            |